# Jakob Schneider
Jakob Schneider (Ihringen, 18 de abril de 1994) es un deportista alemán que compite en remo.
Participó en los Juegos Olímpicos de Tokio 2020, obteniendo una medalla de plata en la prueba de ocho con timonel.
Ganó cuatro medallas en el Campeonato Mundial de Remo entre los años 2015 y 2019, y cuatro medallas en el Campeonato Europeo de Remo entre los años 2017 y 2020.

## Palmarés internacional
| Juegos Olímpicos   | Juegos Olímpicos          | Juegos Olímpicos | Juegos Olímpicos |
| Año                | Lugar                     | Medalla          | Prueba           |
| ------------------ | ------------------------- | ---------------- | ---------------- |
| 2020               | Tokio (Japón)             | Medalla de plata | Ocho con timonel |
| Campeonato Mundial |                           |                  |                  |
| Año                | Lugar                     | Medalla          | Prueba           |
| 2015               | Aiguebelette (Francia)    | Medalla de plata | Dos con timonel  |
| 2017               | Sarasota (Estados Unidos) | Medalla de oro   | Ocho con timonel |
| 2018               | Plovdiv (Bulgaria)        | Medalla de oro   | Ocho con timonel |
| 2019               | Ottensheim (Austria)      | Medalla de oro   | Ocho con timonel |
| Campeonato Europeo |                           |                  |                  |
| Año                | Lugar                     | Medalla          | Prueba           |
| 2017               | Račice (República Checa)  | Medalla de oro   | Ocho con timonel |
| 2018               | Glasgow (Reino Unido)     | Medalla de oro   | Ocho con timonel |
| 2019               | Lucerna (Suiza)           | Medalla de oro   | Ocho con timonel |
| 2020               | Poznań (Polonia)          | Medalla de oro   | Ocho con timonel |